# Needham Market F.C.
Needham Market FC là một câu lạc bộ bóng đá có trụ sở tại Needham Market, Suffolk, Anh. Đội bóng hiện thi đấu tại Southern League Premier Division Central và có sân nhà ở Bloomfields.

## Danh hiệu
- Isthmian League
  - Vô địch Division One North mùa giải 2014–15
- Eastern Counties League
  - Vô địch Premier Division mùa giải 2009–10
  - Vô địch League Cup các mùa giải 2007–08, 2009–10
- Suffolk & Ipswich League
  - Vô địch Senior Division mùa giải 1995–96
  - Vô địch Division One mùa giải 1952–53
  - Vô địch Division Two mùa giải 1946–47
  - Vô địch Division Two A mùa giải 1932–33
- Vô địch *League Cup các mùa giải 1977–78, 1979–80
- Suffolk Premier Cup
  - Vô địch các mùa giải 2007–08, 2016–17, 2019–20
- Suffolk Senior Cup
  - Vô địch các mùa giải 1989–90, 2004–05
- Suffolk Junior Cup
  - Vô địch mùa giải 1984–85
- East Anglian Cup
  - Vô địch mùa giải 2006–07

## Thống kê
- Thành tích tốt nhất tại FA Cup: Vòng loại thứ tư mùa giải 2013–14[1]
- Thành tích tốt nhất tại FA Trophy: Tứ kết mùa giải 2021–22[1]
- Thành tích tốt nhất tại FA Vase: Bán kết mùa giải 2007–08[1]
- Kỷ lục khán giả đến sân: 1,784 người trong trận đấu với Cambridge United, vòng loại thứ tư FA Cup, 26 tháng 10 năm 2013[2]
- Chiến thắng đậm nhất: 10–1 trước Ipswich Wanderers, 1 tháng 9 năm 2007, vòng sơ loại FA Cup[2]
- Thất bại đậm nhất: 0–6 trước Wingate & Finchley, 8 tháng 9 năm 2015, Isthmian League Premier Division[2]
- Cầu thủ ra sân nhiều nhất: Rhys Barber, 365 lần (giai đoạn 2006–2012)[2]
- Cầu thủ ghi bàn nhiều nhất: Sam Newson, 134 bàn (giai đoạn 2010–2015)[2]
- Cầu thủ ghi bàn nhiều nhất trong một mùa giải: Craig Parker, 40 bàn (mùa giải 2010–11)[2]